# Fabiana Murer
Fabiana de Almeida Murer (Campinas, 16 marzo 1981) è un'ex astista brasiliana, campionessa mondiale della specialità a Taegu 2011.

## Biografia
Vinse nel 2005 il titolo di campionessa nazionale brasiliana nel salto con l'asta. Nello stesso anno con la misura di 4,40 m non superò le qualificazioni nel salto con l'asta ai Campionati del mondo disputatisi a Helsinki.
Nel 2006 si aggiudicò i Campionati ibero-americani (4,56 m) e i Campionati sudamericani (4,47 m) e si piazzò seconda nella Coppa del mondo IAAF (4,55 m).
Nel 2007 vinse l'oro ai XV Giochi panamericani e si piazzò in sesta posizione (4,65 m) nella finale di salto con l'asta dei Mondiali disputatisi a Osaka.
Nel 2008 vinse la medaglia di bronzo (4,70 m) ai Mondiali indoor e si piazzò in decima posizione (4,45 m) nella finale di salto con l'asta dei Giochi della XXIX Olimpiade disputatisi a Pechino.
Nel 2009 si piazzò in quinta posizione (4,55 m) nella finale di salto con l'asta dei Mondiali disputatisi a Berlino.
Nel 2011 vinse, con la misura di 4,85 m, la finale di salto con l'asta dei Mondiali svoltisi a Taegu, laureandosi campionessa del mondo ed eguagliando il proprio primato personale.

## Record nazionali

### Seniores
- Salto con l'asta: 4,85 m ( San Fernando, 4 giugno 2010 -  Taegu, 30 agosto 2011 -  Pechino, 26 agosto 2015)
- Salto con l'asta indoor: 4,83 m ( Nevers, 6 febbraio 2015)

## Palmarès
| Anno | Manifestazione             | Sede           | Evento           | Risultato      | Prestazione | Note                                     |
| ---- | -------------------------- | -------------- | ---------------- | -------------- | ----------- | ---------------------------------------- |
| 1999 | Campionati sudamericani    | Bogotà         | Salto con l'asta | Bronzo         | 3,70 m      |                                          |
| 2000 | Mondiali juniores          | Santiago       | Salto con l'asta | 10ª            | 3,70 m      |                                          |
| 2005 | Campionati sudamericani    | Cali           | Salto con l'asta | Argento        | 4,00 m      |                                          |
| 2005 | Mondiali                   | Helsinki       | Salto con l'asta | 15ª            | 4,40 m      |                                          |
| 2006 | Mondiali indoor            | Mosca          | Salto con l'asta | 15ª            | 4,35 m      |                                          |
| 2006 | Campionati ibero-americani | Ponce          | Salto con l'asta | Oro            | 4,56 m      |                                          |
| 2006 | Campionati sudamericani    | Tunja          | Salto con l'asta | Oro            | 4,47 m      |                                          |
| 2007 | Campionati sudamericani    | San Paolo      | Salto con l'asta | Oro            | 4,50 m      | Record dei campionati                    |
| 2007 | Giochi panamericani        | Rio de Janeiro | Salto con l'asta | Oro            | 4,60 m      | Record dei campionati                    |
| 2007 | Mondiali                   | Osaka          | Salto con l'asta | 6ª             | 4,65 m      | Miglior prestazione personale stagionale |
| 2008 | Mondiali indoor            | Valencia       | Salto con l'asta | Bronzo         | 4,70 m      | Record sudamericano                      |
| 2008 | Giochi olimpici            | Pechino        | Salto con l'asta | 10ª            | 4,45 m      |                                          |
| 2009 | Campionati sudamericani    | Lima           | Salto con l'asta | Oro            | 4,60 m      | Record dei campionati                    |
| 2009 | Mondiali                   | Berlino        | Salto con l'asta | 5ª             | 4,55 m      |                                          |
| 2010 | Mondiali indoor            | Doha           | Salto con l'asta | Oro            | 4,80 m      |                                          |
| 2010 | Campionati ibero-americani | San Fernando   | Salto con l'asta | Oro            | 4,85 m      | Record sudamericano                      |
| 2011 | Campionati sudamericani    | Buenos Aires   | Salto con l'asta | Oro            | 4,70 m      | Record dei campionati                    |
| 2011 | Mondiali                   | Taegu          | Salto con l'asta | Oro            | 4,85 m      | Record sudamericano                      |
| 2011 | Giochi panamericani        | Guadalajara    | Salto con l'asta | Argento        | 4,70 m      |                                          |
| 2012 | Giochi olimpici            | Londra         | Salto con l'asta | 14ª            | 4,50 m      |                                          |
| 2013 | Mondiali                   | Mosca          | Salto con l'asta | 5ª             | 4,65 m      |                                          |
| 2014 | Mondiali indoor            | Sopot          | Salto con l'asta | 4ª             | 4,70 m      | Miglior prestazione personale stagionale |
| 2014 | Giochi sudamericani        | Santiago       | Salto con l'asta | Oro            | 4,40 m      | Record dei Giochi                        |
| 2015 | Giochi panamericani        | Toronto        | Salto con l'asta | Argento        | 4,80 m      |                                          |
| 2015 | Mondiali                   | Pechino        | Salto con l'asta | Argento        | 4,85 m      | Record sudamericano                      |
| 2016 | Mondiali indoor            | Portland       | Salto con l'asta | 6ª             | 4,60 m      |                                          |
| 2016 | Giochi olimpici            | Rio de Janeiro | Salto con l'asta | Qualificazione | nm          |                                          |

## Altre competizioni internazionali
2006
- 5ª alla World Athletics Final ( Stoccarda), salto con l'asta - 4,50 m
- Argento in Coppa del mondo ( Atene), salto con l'asta - 4,55 m

2008
- 6ª alla World Athletics Final ( Stoccarda), salto con l'asta - 4,50 m

2009
- Argento alla World Athletics Final ( Salonicco), salto con l'asta - 4,60 m

2010
- Bronzo in Coppa continentale ( Spalato), salto con l'asta - 4,50 m
- Vincitrice della Diamond League nella specialità del salto con l'asta (23 punti)

2014
- Vincitrice della Diamond League nella specialità del salto con l'asta (20 punti)